# Sociedad de los Amigos del Pueblo

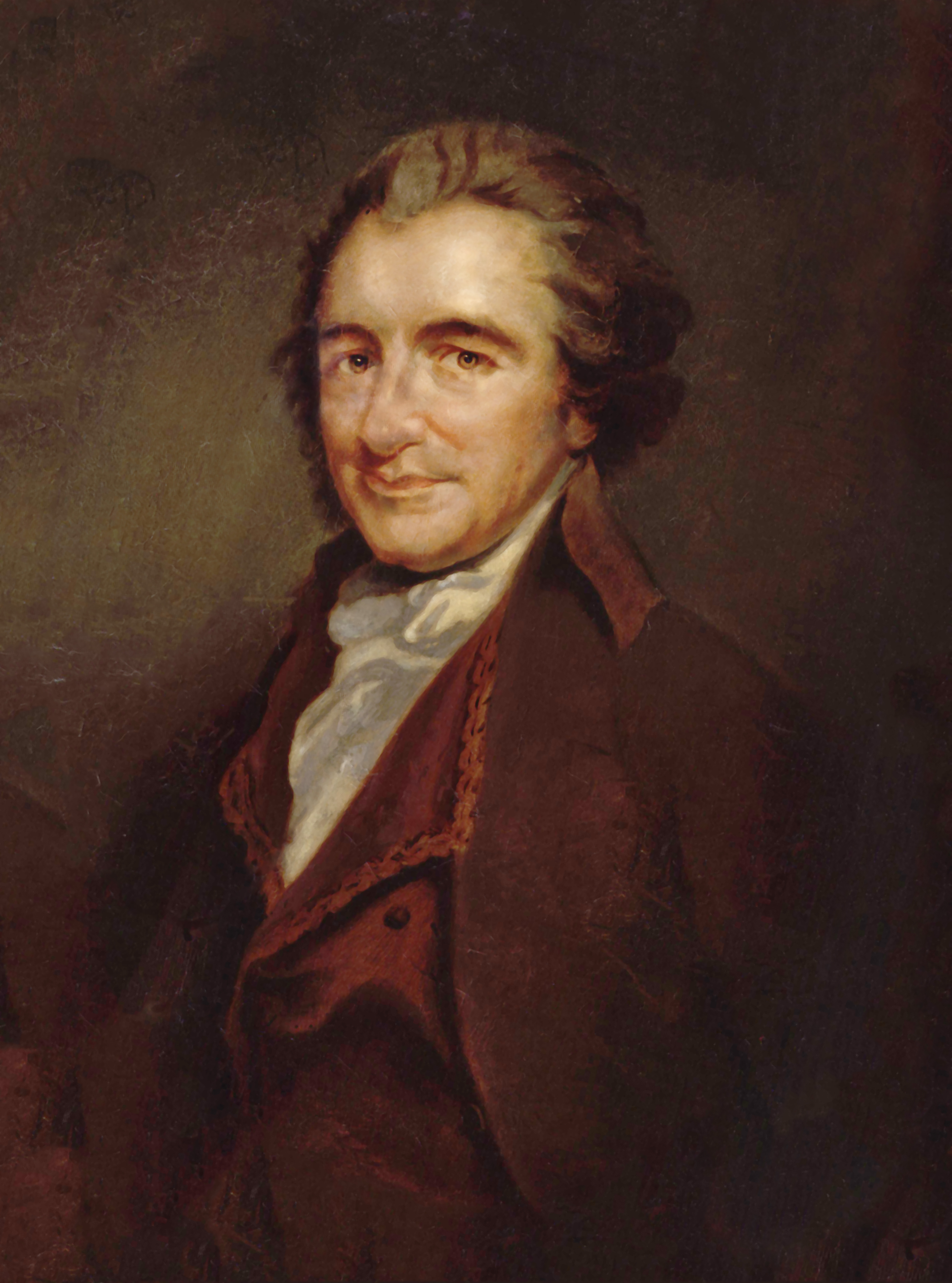
Thomas Paine

La Sociedad de los Amigos del Pueblo (Society of the Friends of the People) fue una organización de Gran Bretaña que se centró en defender la reforma del Parlamento. Fue fundada por el partido Whig en 1792.
Tuvo dos ramas muy diferentes, la inglesa y la escocesa. La Sociedad en Inglaterra era aristocrática y excluyente, en contraste con la Sociedad en Escocia, que se fue abriendo a cada vez mayor número de miembros. Pero ambas pretendían reformar el Parlamento para que hubiera más representatividad y se reflejase por entero la población de Gran Bretaña, algo que se podría lograr permitiendo a más hombres el derecho al voto y una variedad más amplia de intereses participase en el gobierno, ya que, en 1780, solo aproximadamente el 3 % de la población de Inglaterra tenía derecho a elegir a los miembros de la Cámara de los Comunes.
Pero la radicalización de la Revolución Francesa produjo una reacción conservadora contra los movimientos políticos radicales y esto condujo a disolver la Sociedad a mediados de la década de 1790 y fue sustituida por la Sociedad de los Derechos del Hombre.
Ya una difusa corriente de opinión anterior, el llamado Country Party, era partidario de reformas encaminadas sobre todo contra la corrupción y en 1791 Thomas Paine publicó Los derechos del hombre, donde defendía que la Revolución Francesa aportaba buenos cambios en el sistema político de Francia. También declaraba que el pueblo de Gran Bretaña debía rebelarse para establecer la democracia y los derechos del hombre para todos los británicos sin distinción, y esta obra alimentó la ideología radical en Gran Bretaña en ese momento.

## Los Amigos del Pueblo en Inglaterra

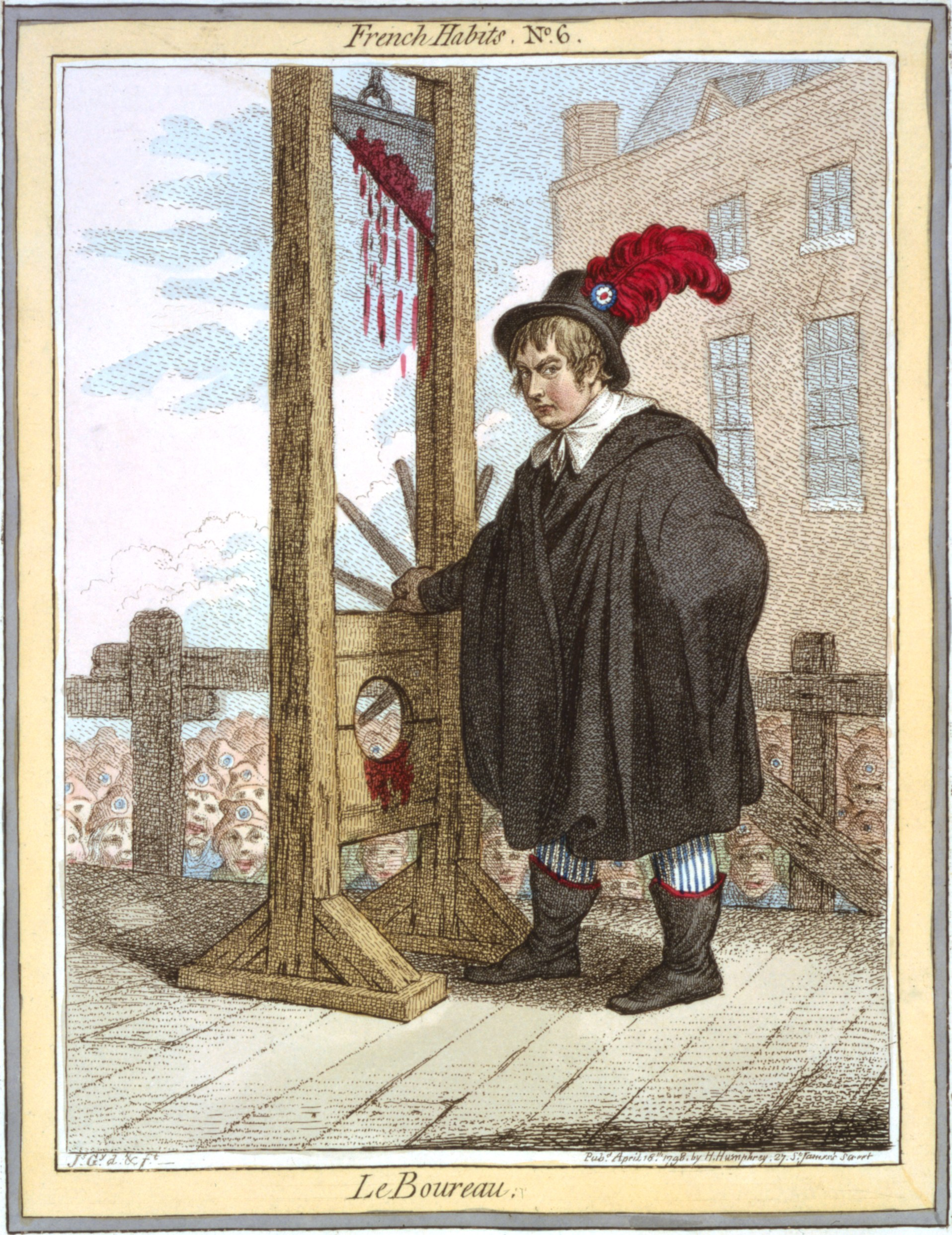
Caricatura que muestra a George Tierney ataviado con gorro frigio y como verdugo presto a guillotinar, rodeado de ciudadanos amigos del pueblo.

El 11 de abril de 1792 un grupo de reformistas whigs constituyó la Sociedad de los Amigos del Pueblo, grupo dedicado a la reforma parlamentaria. Para lograr la membresía, un miembro potencial debía ser propuesto por dos miembros ya nombrados (cooptación) y ser aprobado por el 90 % de los miembros. Los miembros pagaban cuotas anuales de dos guineas y media, a menos que se unieran con la intención de iniciar una organización similar en otro lugar, en cuyo caso se pagaba solo una. El grupo se reunía el primer sábado de cada mes, y entre sus miembros notables se incluían el reverendo Christopher Wyvill, Sir Philip Francis y George Tierney. Pero la sociedad temía que se la asociase con los radicales franceses jacobinos y con sociedades más extremistas como la London Corresponding Society o la Society for Constitutional Information y el efecto combinado de las medidas represivas del primer ministro William Pitt (el Joven) (Aliens Act o Ley de extranjería de 1793; suspensión del habeas corpus por el Habeas Corpus Act en 1794; Seditious Meetings Act o Ley de reuniones sediciosas y Treason Act o Ley sobre traición y prácticas desleales en 1795 y Newspaper Publication Act o Ley de publicaciones periódicas de 1798) fue desalentando establecer relaciones con revolucionarios, convocar reuniones, pedir reformas y difundir las ideas de la Sociedad; la infiltración de espías en las dos sociedades citadas y su prohibición fue determinante y ya en 1794 estaba casi por completo disuelta. En 1832, sin embargo, terminó por llegar la ansiada reforma que extendía el sufragio a una mayor parte de la población.

## Los Amigos del Pueblo en Escocia
La Sociedad fue fundada en Edimburgo en junio de 1792 con una cuota de socio mucho más baja que la inglesa y pronto se extendió a más ciudades (Perth y Dundee por ejemplo), e incluso pueblos de Escocia, incluyendo a comerciantes y artesanos, aunque no a labradores, mineros, albañiles y profesiones semejantes. En cada lugar se erigió un "árbol de la libertad". Entre diciembre de 1792 y octubre de 1793 se celebraron tres "convenciones generales" abiertas a miembros no escoceses y cada vez que se celebraba una las clases medias altas se asustaban más y se alejaban del movimiento. En la primera convención el más radical fue el abogado de Glasgow Thomas Muir, quien terminaría condenado a catorce años de extrañamiento en la colonia penal de Bahía de los Botánicos, en Australia. En la segunda destacó el predicador unitario Thomas Palmer Fyshe, que sufrió un destino similar. La tercera convención fue completamente abandonada por los abogados, Lord Daer solo asistió unos pocos días y el coronel Macleod renunció a ella públicamente. Los líderes de la misma fueron Joseph Gerrald y Maurice Margarot, representantes de la Sociedad de Londres. La convención emitió un manifiesto exigiendo el sufragio universal masculino con elecciones anuales, y expresó su apoyo a los principios de la Revolución Francesa. A continuación la convención fue disuelta por las autoridades y gran número de sus miembros fueron detenidos y juzgados por sedición; Gerrald y Margarot fueron también condenados a catorce años de extrañamiento o destierro junto con Muir.